# Târgșoru Nou, Prahova
Târgșoru Nou este un sat în comuna Ariceștii Rahtivani din județul Prahova, Muntenia, România.
Satul Târgșoru Nou s-a format în urma mutării mănăstirii Târgșorului Vechi pe apa Leaotului, în anul 1850, la o distanță de circa 6 km nord de vechea locație. La început sa numit cătunul Câmpul Teiului, actualul nume purtându-l, oficial, din anul 1857. Vechea mănăstire este astăzi biserica satului.
În perimetrul satului se află Penitenciarul Târgșor.
 Acest articol despre o localitate din județul Prahova este deocamdată un ciot. Puteți ajuta Wikipedia prin completarea lui.